# 39890 Bobstephens
39890 Bobstephens este un asteroid din centura principală de asteroizi.

## Descriere
39890 Bobstephens este un asteroid din centura principală de asteroizi. A fost descoperit pe 23 martie 1998 la Observatorul din Ondřejov de Petr Pravec. Asteroidul prezintă o orbită caracterizată de o semiaxă mare de 2,59 ua, o excentricitate de 0,22 și o înclinație de 5,5° în raport cu ecliptica.